# Tathodelta malayana
Tathodelta malayana är en fjärilsart som beskrevs av George Francis Hampson 1926. Tathodelta malayana ingår i släktet Tathodelta och familjen nattflyn. Inga underarter finns listade i Catalogue of Life.